# Hercesa
Hercesa este o companie de dezvoltare imobiliară din Spania.

## Hercesa în România
Compania este prezentă în România din anul 2004 și este implicata în dezvoltarea mai multor proiecte rezidențiale în București, pe lângă reabilitarea fostului hotel Cișmigiu.
Compania intenționează să construiască un hotel de patru stele, pe 12 niveluri în centrul Capitalei, în apropiere de Piața Unirii.
Cel mai avansat proiect al companiei este ansamblul rezidențial Vivenda din Titan, format din 1.400 locuințe.
Compania mai are în portofoliu și complexul Estellas Residencias București, ce cuprinde 800 de locuințe, dar și complexul Ghencea București, cu 3.500 de locuințe, proiecte la care nu s-a început deocamdată construcția.
În ianuarie 2016, Hercesa a anunțat începerea lucrărilor la cea de-a treia fază a proiectului rezidențial Vivenda, din București.